# Ayse
Pour le vin, voir ayze (AOC).
Ayze redirige ici.
Ayse [a.iz], parfois nommée localement Ayze, est une commune française située dans le département de la Haute-Savoie, en région Auvergne-Rhône-Alpes.

## Géographie
Ayse est une commune de la vallée de l'Arve située à l'est de Bonneville. Elle s'étend sur la base sud du Môle, montagne de 1 863 mètres qui permet de visualiser quasiment tout le département depuis son sommet par beau temps. Elle a donné son nom à un vin mousseux (AOC « Vin de Savoie Ayze ») produit sur les coteaux bien exposés.

## Urbanisme

### Typologie
Au 1er janvier 2024, Ayse est catégorisée ceinture urbaine, selon la nouvelle grille communale de densité à sept niveaux définie par l'Insee en 2022.
Elle appartient à l'unité urbaine de Cluses, une agglomération intra-départementale regroupant 18  communes, dont elle est une commune de la banlieue,,. Par ailleurs la commune fait partie de l'aire d'attraction de Genève - Annemasse (partie française), dont elle est une commune de la couronne,. Cette aire, qui regroupe 158 communes, est catégorisée dans les aires de 700 000 habitants ou plus (hors Paris),.

### Occupation des sols
L'occupation des sols de la commune, telle qu'elle ressort de la base de données européenne d’occupation biophysique des sols Corine Land Cover (CLC), est marquée par l'importance des forêts et milieux semi-naturels (52,9 % en 2018), en diminution par rapport à 1990 (54,4 %). La répartition détaillée en 2018 est la suivante : 
forêts (46,6 %), zones agricoles hétérogènes (29,4 %), zones urbanisées (17,6 %), milieux à végétation arbustive et/ou herbacée (6,3 %), zones industrielles ou commerciales et réseaux de communication (0,1 %).
L'IGN met par ailleurs à disposition un outil en ligne permettant de comparer l’évolution dans le temps de l’occupation des sols de la commune (ou de territoires à des échelles différentes). Plusieurs époques sont accessibles sous forme de cartes ou photos aériennes : la carte de Cassini (XVIIIe siècle), la carte d'état-major (1820-1866) et la période actuelle (1950 à aujourd'hui).

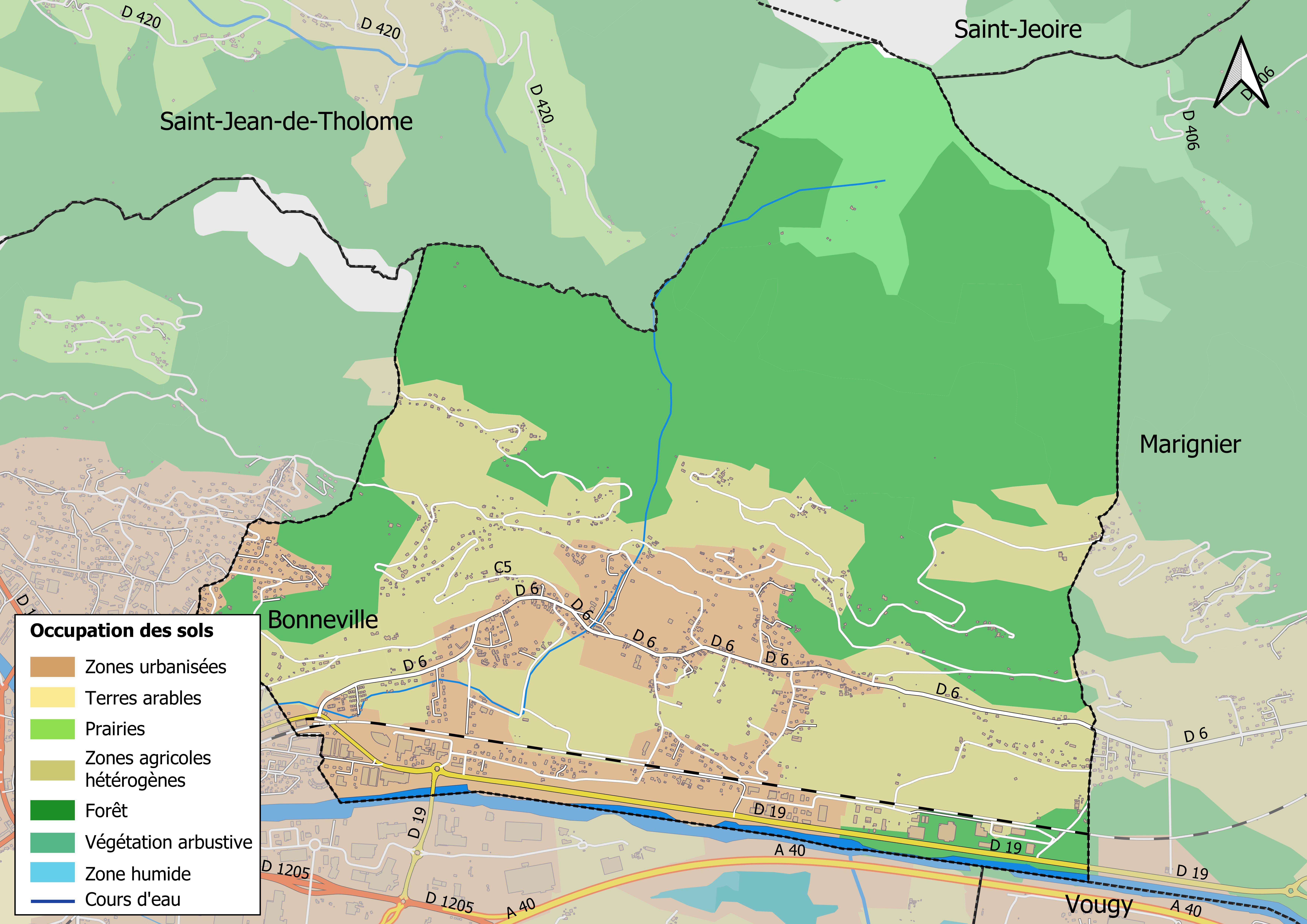
Carte des infrastructures et de l'occupation des sols en 2018 (CLC) de la commune.
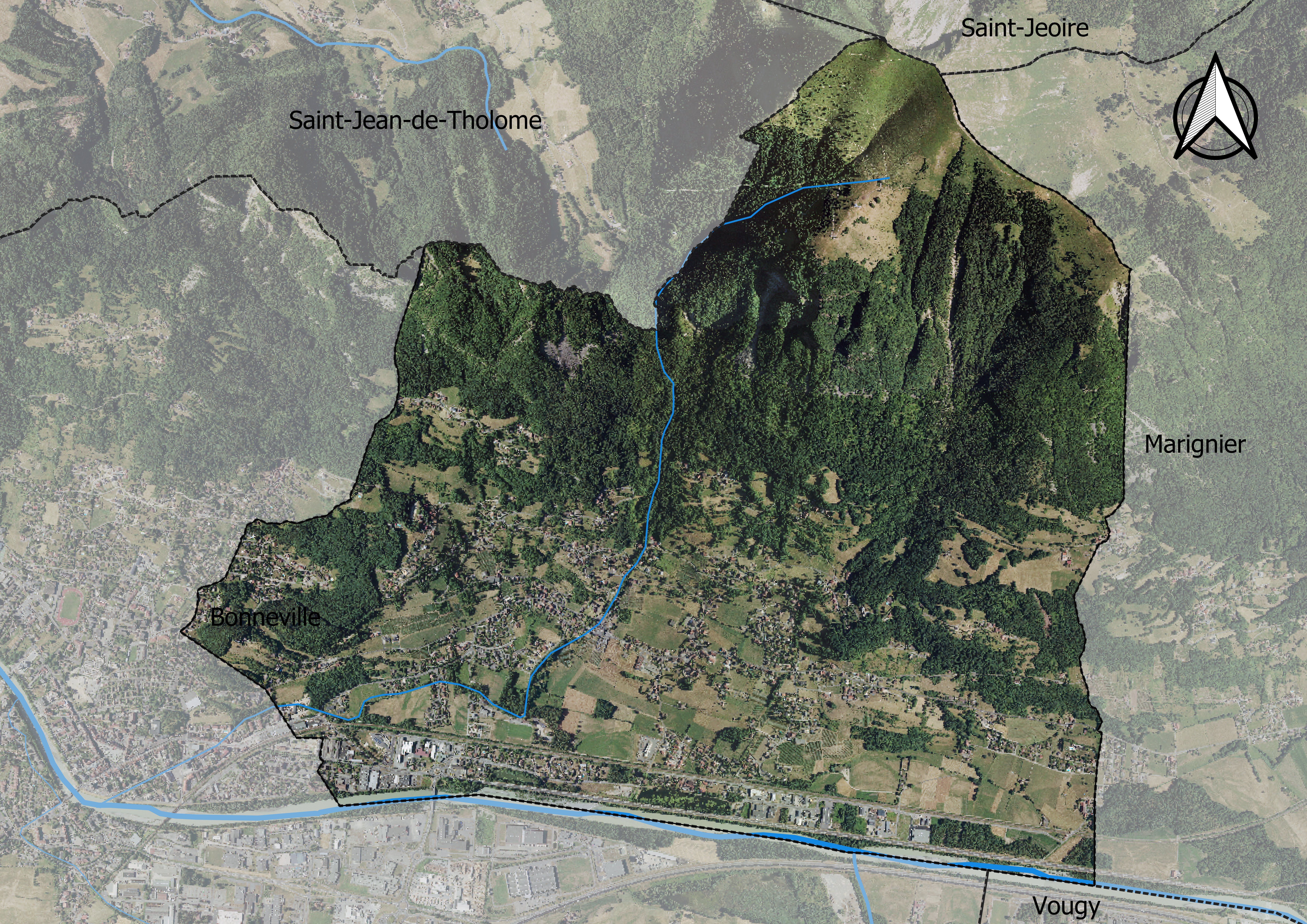
Carte orthophotogrammétrique de la commune.

## Toponymie

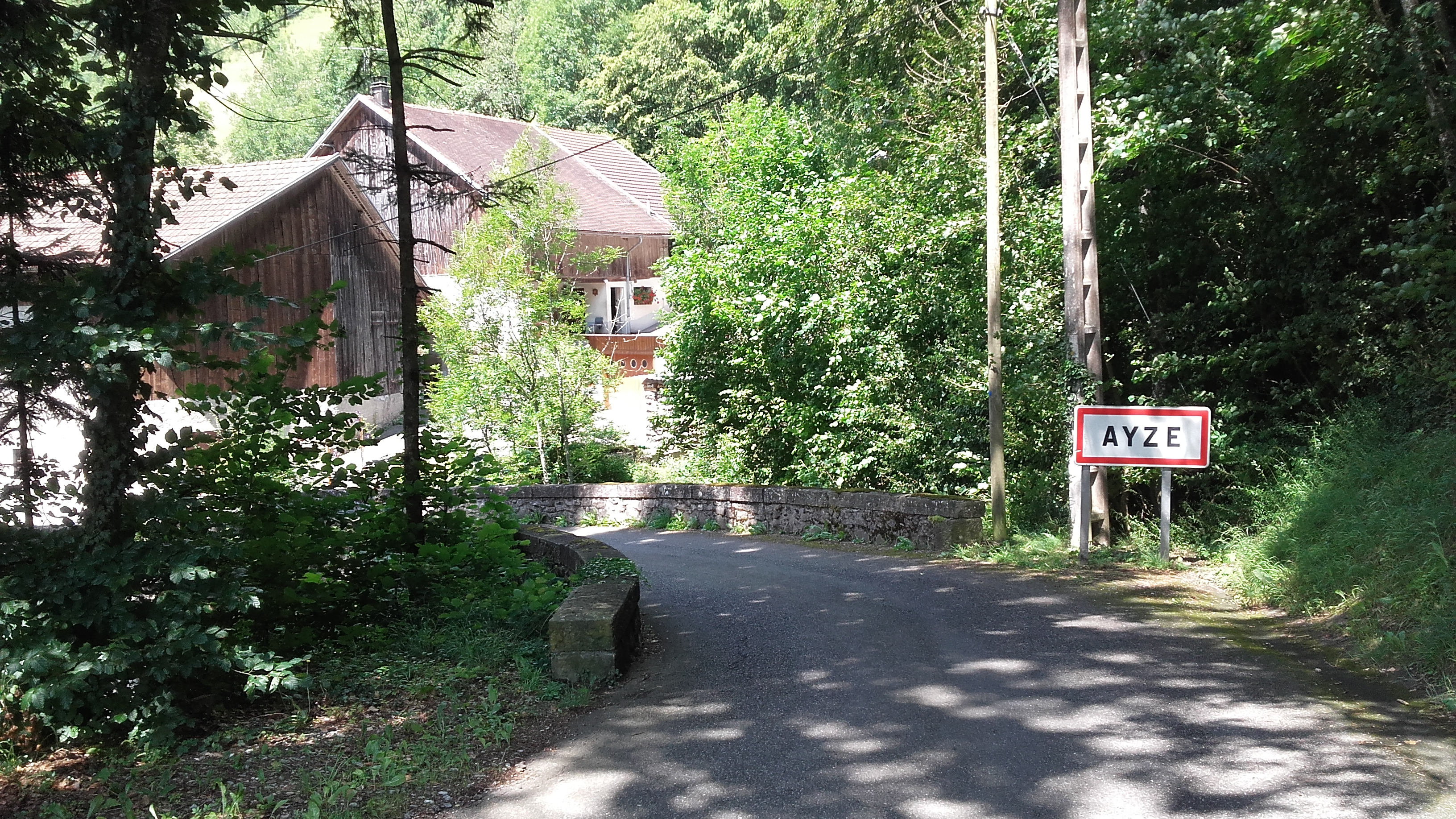
Entrée d'Ayse depuis la route de l'Éponnet.

Ayse est l'orthographe retenue par le Code officiel géographique français. Localement, on utilise le toponyme Ayze, notamment sur les panneaux du village ou dans l'appellation (AOC) des vins locaux ou encore dans la littérature locale. Dans l'ouvrage Histoire des communes savoyardes, l'utilisation faite est celle d'Ayse, pour laquelle les auteurs indiquent que l'usage avec un z est plus tardif que celui avec un s. De l'autre côté de la vallée, la commune de Brison se voit orthographiée Brizon pour des raisons similaires. Les auteurs de Histoire des communes savoyardes ou encore le site sabaudia.org, le site de mutualisation des archives départementales de la Savoie et de la Haute-Savoie, relèvent qu'il existe six formes d'écriture possible, « avec un s ou un z, avec un i ou un y, avec ou sans tréma »,.
Les formes anciennes du nom sont Acisia (1012), Aesia, Aisia (1150), Aysi (1281), Aysia (1344). Ces toponymes dériveraient du mot germanique hais, qui donne en bas-latin heisa, aisia, désignant un buisson ou de la broussaille.
En francoprovençal, le nom de la commune s'écrit Aïze, selon la graphie de Conflans.

## Histoire
Les premières mentions d'Ayse datent du XIe siècle, notamment dans une charte du comte de Genève qui donne cette terre au prieuré de Peillonnex. La paroisse de Ayse serait apparue vers cette période.
Vers le XVe siècle, deux châteaux sont établis sur la paroisse, celui de la Motte et celui de Tours,. Les deux châteaux sont cités dans le Theatrum Sabaudiæ (1682).
L'église paroissiale placée sous le patronage de saint Pierre serait édifiée vers le XVIIe siècle.
Lors des débats sur l'avenir du duché de Savoie, en 1860, la population est sensible à l'idée d'une union de la partie nord du duché à la Suisse. Une pétition circule dans cette partie du pays (Chablais, Faucigny, Nord du Genevois) et réunit plus de 13 600 signatures, dont 84 dans le village,. Le duché est réuni à la suite d'un plébiscite organisé les 22 et 23 avril 1860 où 99,8 % des Savoyards répondent « oui » à la question « La Savoie veut-elle être réunie à la France ? ».

## Politique et administration

### Liste des maires
| Période                                  | Période                   | Identité                  | Étiquette | Qualité |
| ---------------------------------------- | ------------------------- | ------------------------- | --------- | --- |
| 1890                                     | 1906                      | Louis Chardon (1856-1911) |           | Cultivateur propriétaire                                                                                          |
| Les données manquantes sont à compléter. |                           |                           |           | |
| 1953                                     | ?                         | Justin Vuarchex           |           | |
| mars 2001                                | février 2004 (décès)      | Guy Chatel (1935-2004)    | SE        | Chef d'entreprise de réseaux électriques                                                                          |
| avril 2004                               | mars 2008                 | René Rosset (1929-2020)   |           | Chef d'entreprise retraité Chevalier de l'Ordre national du Mérite (2005) Chevalier de la Légion d'honneur (2008) |
| mars 2008                                | En cours (au 18 mai 2020) | Jean-Pierre Mermin        | DVD       | Artisan 1er vice-président de la CC Faucigny-Glières                                                              |
| Les données manquantes sont à compléter. |                           |                           |           | |

## Démographie
Ses habitants sont les Ayzois.
L'évolution du nombre d'habitants est connue à travers les recensements de la population effectués dans la commune depuis 1793. Pour les communes de moins de 10 000 habitants, une enquête de recensement portant sur toute la population est réalisée tous les cinq ans, les populations de référence des années intermédiaires étant quant à elles estimées par interpolation ou extrapolation. Pour la commune, le premier recensement exhaustif entrant dans le cadre du nouveau dispositif a été réalisé en 2007.

En 2022, la commune comptait 2 325 habitants, en évolution de +9,05 % par rapport à 2016 (Haute-Savoie : +6,01 %, France hors Mayotte : +2,11 %).
| 1793 | 1800 | 1806 | 1822 | 1838 | 1848 | 1858 | 1861 | 1866 |
| ---- | ---- | ---- | ---- | ---- | ---- | ---- | ---- | ---- |
| 553  | 646  | 656  | 703  | 810  | 785  | 760  | 750  | 780  |

| 1872 | 1876 | 1881 | 1886 | 1891 | 1896 | 1901 | 1906 | 1911 |
| ---- | ---- | ---- | ---- | ---- | ---- | ---- | ---- | ---- |
| 839  | 842  | 860  | 940  | 856  | 832  | 777  | 772  | 686  |

| 1921 | 1926 | 1931 | 1936 | 1946 | 1954 | 1962 | 1968 | 1975 |
| ---- | ---- | ---- | ---- | ---- | ---- | ---- | ---- | ---- |
| 579  | 545  | 535  | 554  | 575  | 523  | 535  | 628  | 926  |

| 1982  | 1990  | 1999  | 2006  | 2007  | 2012  | 2017  | 2022  | - |
| ----- | ----- | ----- | ----- | ----- | ----- | ----- | ----- | - |
| 1 262 | 1 532 | 1 817 | 1 928 | 1 944 | 2 039 | 2 145 | 2 325 | - |

## Économie

### Tourisme
En 2014, la capacité d'accueil de la commune, estimée par l'organisme Savoie Mont Blanc, est de 15 931 lits touristiques répartis dans 2 728 structures. Les hébergements se répartissent comme suit : 10 meublés ; un hôtel et un refuge ou gîte d'étape.

## Culture locale et patrimoine

### Lieux et monuments
- Château des Tours : ancienne forteresse, possession au XVe siècle de la famille de Montvuagnard et détruite du XVIIIe siècle et sur laquelle un nouveau château, Château Blanc, a été édifié au XIXe siècle[29],[30]. Il fut la possession des familles Montvuagnard et Rochette ; quant à Château Blanc, celle des Blanc puis des Bard.
- Maison forte de la Motte (remonterait XVe siècle-inhabité au XVIIIe siècle), en ruine, dominant le chef-lieu[13],[14].
- Église Saint-Pierre[31], vers le XVIIe siècle, remaniée vers 1750 et 1842[1]. Classé au titre objet : cloche[32].

### Personnalités liées à la commune
- Émile Delavenay (1905-2003), angliciste et haut fonctionnaire international français né à Ayse.
- Ji-Young Demol Park, (1970-), artiste peintre

### Héraldique
| Armes d'Ayse | Les armes d'Ayze se blasonnent ainsi : Échiqueté d'argent et d'or, au lion naissant de gueules brochant sur l'écartelé ; le tout sommé d'un chef tiercé en pal au premier palé de gueules et d'or, au deuxième d'argent au mot AYZE en lettres capitales de gueules et au troisième de gueules à la croix d'argent. |